# Station Formerie
Station Formerie is een spoorwegstation in de Franse gemeente Formerie.